# U svatého Antonína
Der U svatého Antonína, auch Hora svatého Antonína (deutsch Antoniberg) ist eine Erhebung der Böhmisch-Mährischen Höhe in Tschechien. Auf ihm befindet sich in 625 m ü. M. die Wallfahrtskapelle des hl. Antonius von Padua.

## Geographie
Der U svatého Antonína liegt acht Kilometer nordwestlich des Stadtzentrums von Jihlava zwischen den Tälern des Jiřínský potok (Jesebach), Maršovský potok (Marschenbach) und dem Höllental der Jihlava.  Südlich des Berges befindet sich die Talsperre Hubenov. Am Fuße des U svatého Antonína liegen die Dörfer Ježená, Vyskytná nad Jihlavou, Rounek, Rantířov und Hubenov. An seinem Südosthang liegt die Kutiště Rounek, ein altes Bergwerk.

## Geschichte
Die damals nur teilweise bewaldete Kuppe wurde seit dem Mittelalter als Korunní vrch bezeichnet und lag an der alten Handelsstraße von Jihlava nach Pelhřimov, die bei Rantířov die Jihlava nach Böhmen überschritt und den Sattel nach Ježená weiterführte. Der Korunní vrch war zu dieser Zeit ein beliebter Rastplatz der Fuhrleute, die nach dem steilen Aufstieg seinen Sattel erreicht hatten.
1737 stiftete der Bäcker Antonín Polesný aus Pelhřimov einhundert Gulden aus dem Nachlass seines Vaters zur Errichtung einer Kapelle. Über die Hintergründe ist nichts überliefert. Legenden zufolge soll Polesný während einer Rast unter einem Stein einen Schatz gefunden haben. Es wird aber für wahrscheinlicher gehalten, dass der Bäcker diesen weithin sichtbaren Platz inmitten der Felder am Pass auswählte, weil er genau auf halbem Wege zwischen Pelhřimov und Jamné, wo die Familie lebte, lag und Polesný diesen Weg in seiner Jugend oft gereist war. Am 27. Mai 1738 erfolgte unter zahlreicher Anwesenheit die feierliche Weihe der Kapelle des hl. Antonius von Padua durch den Pelhřimover Vikar Ungar und den Pfarrer Leupold aus Deutsch Gießhübel. Nach der Kapelle wurde der Berg seit der Mitte des 18. Jahrhunderts als Antoniberg / Hora Svatého Antonína bezeichnet.
Im 19. Jahrhundert wurde die alte Straße über den Antoniberg durch die neue Kaiserstraße, die über Steindorf führte, abgeworfen. 1843 fand am Antoniberg ein Manöver statt, bei dem Schanzen errichtet wurde. 1852 erfolgte nach einer Sammlung die Renovierung und erneute Weihe der Kapelle. Im Jahre 1872 wurde die Kapelle von Vandalen heimgesucht, die die Einrichtung demolierten und das vermutlich aus dem 14. Jahrhundert stammende Altarbild eines österreichischen Künstlers, ein Geschenk des Iglauer Pfarrers Hiltscher stahlen. 1901 und 1908 erfolgten Instandsetzungen an dem Bauwerk. Die alte Glocke musste 1916 abgenommen werden und wurde für den Kriegsmetallbedarf eingeschmolzen. Während des Zweiten Weltkrieges verlor die Kapelle erneut ihre Glocke. Die dritte Glocke wurde vom Unternehmen Polák & Hopp aus Jihlava nach Kriegsende aus deutschen Geschützen gegossen. 1971 erfolgte eine weitere Reparatur.
Danach verkam die Kapelle und der Putz fiel vom Ziegelmauerwerk.
Nach 1989 wurden die traditionellen Wallfahrten wieder aufgenommen.
Bei der 1994 durchgeführten Sanierung traten unerwartete Baumängel zu Tage und es wurde festgestellt, dass der ursprüngliche Baumeister sich nicht an seine Pläne gehalten hatte. Am 13. Februar 2005 wurden die Reliquien der hl. Valentina in der Kapelle zur Schau gestellt. Die Kapelle wurde am 17. Juni 1995 wieder geweiht.